# 涿州路
涿州路，元朝时设置的路。
元太宗八年（1236年）升涿州置，治所在范阳县（即今河北省涿州市）。属中书省。辖境相当今河北省涿州市、雄县及固安等地。中统四年（1263年）复降为涿州。